# Roman Tugarev
Roman Ivanovič Tugarev (in russo Роман Иванович Тугарев?; Iževsk, 22 luglio 1998) è un calciatore russo, centrocampista dell'Elimai.

## Caratteristiche tecniche
È un esterno sinistro.

## Carriera

### Club
È cresciuto nelle giovanili della Lokomotiv Mosca, con cui ha esordito nella prima divisione russa nel 2018.

### Nazionale
Ha giocato nelle nazionali giovanili russe Under-15 ed Under-21.

## Palmarès

### Club

#### Competizioni nazionali
- Coppa di Russia: 1

Lokomotiv Mosca: 2018-2019
- Supercoppa di Russia: 1

Lokomotiv Mosca: 2019